# NGC 3654
NGC 3654 is een spiraalvormig sterrenstelsel in het sterrenbeeld Grote Beer. Het hemelobject werd op 6 april 1793 ontdekt door de Duits-Britse astronoom William Herschel.

## Synoniemen
- UGC 6407
- MCG 12-11-22
- ZWG 334.29
- IRAS 11211+6941
- PGC 35025